# Johannisberg (Wein)
Der Johannisberg (kurz:  Johannis), beziehungsweise der Sylvaner des Wallis, ist ein Walliser AOC-zertifizierter Weisswein, der aus der Rebsorte Sylvaner (französisch Rhin) stammt. Etwas später reif als der Fendant ist der Johannisberg nach dem Fendant die zweitwichtigste Weissweinsorte des Kantons Wallis, der grössten Weinregion der Schweiz. Auch er wird im Wallis als traditionelle Rebsorte betrachtet, der die Bezeichnung Walliser Grand Cru vorbehalten ist. Der Begriff «Johannisberg» zusammen mit der Bezeichnung «AOC Wallis» gilt als «Johannisberg du Valais».

## Ursprung und Name
Der Johannisberg kam Mitte des 19. Jahrhunderts von Deutschland aus dem Bereich Johannisberg ins Wallis, daher der Name «Johannisberg», der im Wallis seit dem Jahr 1966 eine geschützte Bezeichnung ist. Auch der Name «Johannisberg» findet wie «Fendant» einzig im Schweizer Kanton Wallis für die Bezeichnung eines traditionellen Weissweines Verwendung.

## Weinbaugebiet
Die Anbaugebiete des Johannisbergs sind durch die Walliser Gesetzgebung genau definiert. Um dessen Qualitäten voll zur Geltung zu bringen, wird er an Spitzenlagen an mittlerer Hanglage des Schweizer Rhonetals angebaut, wo er seine ganze feine, gehaltvolle Persönlichkeit mit kräftigen Aromen entfalten kann. Dabei sind die Ertragsgrenzen pro Flächeneinheit mit einem Kilo pro m2 festgesetzt.

## Eigenschaften
Die Johannisbergrebe hat einen hellgelblich-grünen Austrieb und runde Blätter. Deren mittelgrosse Trauben sind kompakt und besitzen runde grüne, braungesprenkelte Beeren.

## Ausbau
Beim Ausbau des Johannisberg gilt es, den kühlen Gärprozess nicht durch eine zu starke Kontrolle der Gärtemperaturen zu beeinflussen. Hingegen muss sichergestellt werden, dass nur erstklassiger, sehr sanft gekellerter Most verwendet und der Wein anschliessend an die Gärung, seinen Bedürfnissen entsprechend, sorgsam gepflegt wird.

## Degustation
Der Johannisberg zählt zu den Weinen von grosser Klasse, wobei der typische Johannisberg mild im Geschmack ist, mit wenig Säure und einer kleinen Bitternote im Finale. 
Er ist je nach Jahrgang trocken oder leicht süsslich. Es empfiehlt sich, den trockenen Johannisberg innert zwei bis drei Jahren zu trinken, während der edelsüsse Johannisberg der Spätlesen über mehrere Jahre, sogar zwei bis drei Jahrzehnte gelagert werden kann. 
Aufgrund der leichten Schiefer- oder Kiesböden des Schweizer Rhonetals zeichnet sich der Johannisberg durch Nuancen von Kräutertee und einem verführerischen Hintergrund von muskulösen Frucht- und Mandelaromen aus. Im Gaumen bietet er eine schöne körperreiche Vinosität sowie eine stoffige ölige Sinnlichkeit.

## Servieren

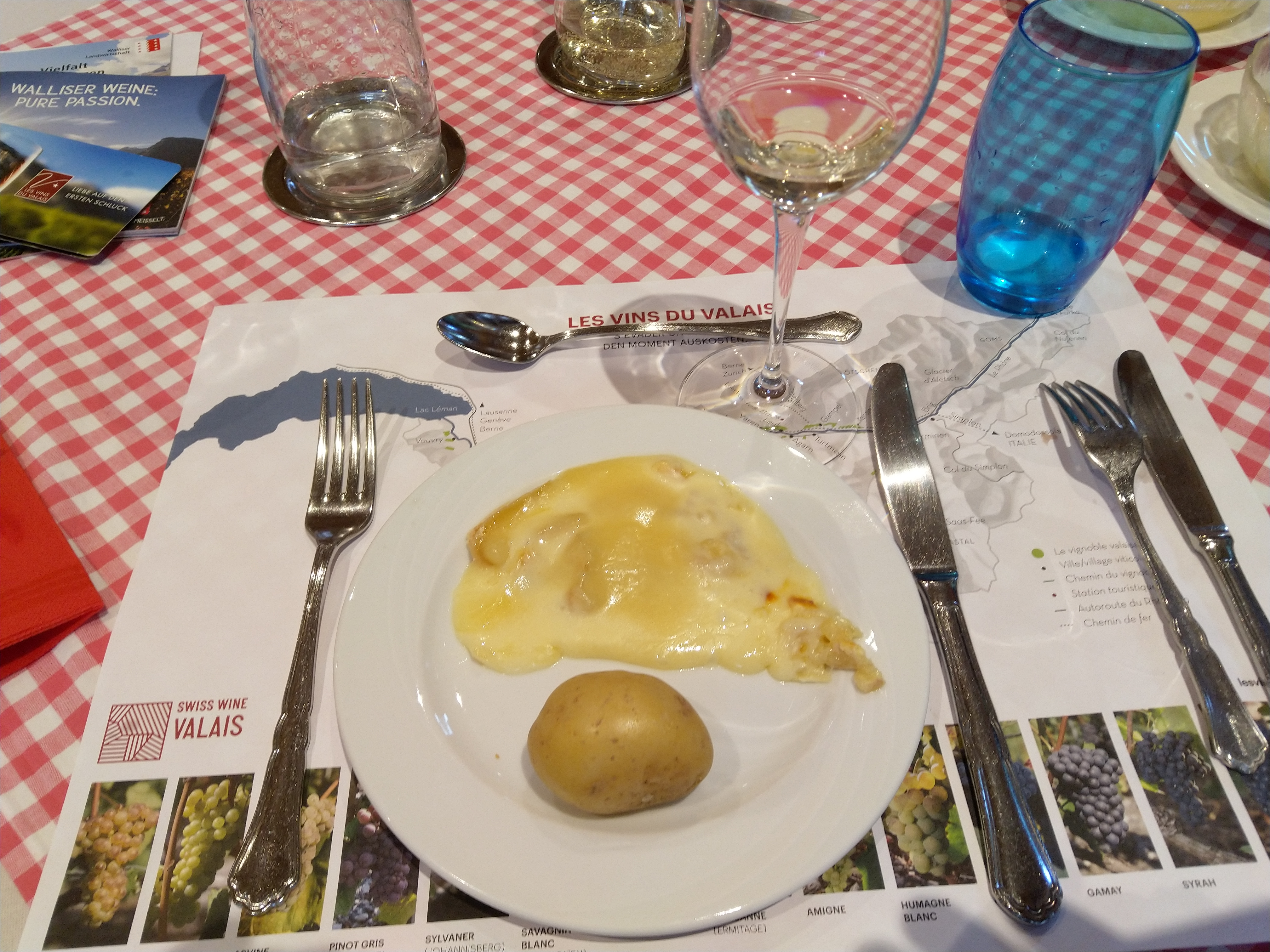
Portion Walliser Raclette mit einem Glas Johannisberg

Zum Weissgold dieses trockenen Wallisers passen Walliser Käse-, Safran- und Spargelgerichte. Auch passt er zum Aperitif, zu Fisch (Räucherfische, Fischterrinen usw.), Gerichten an Rahmsauce wie Pilzen und weissem Fleisch wie Geflügel. Leicht süsslich ist er ein köstlicher Dessertwein.